# Departamento Lavalle (Mendoza)
Lavalle es un departamento en la provincia de Mendoza, Argentina.
Su terreno presenta características de una amplia llanura con pendiente nordeste y extendida presencia de suelos arenosos y salinos. Las precipitaciones son escasas y sus temperaturas muy extremas. Su bajísima densidad poblacional por km² y sus rigurosas características han hecho que estas tierras sean conocidas como el desierto mendocino.
La zona nordeste del departamento, actualmente conocida como "el secano", fue el lugar de refugio de los huarpes, y antiguamente era una zona de lagunas llamadas Lagunas de Guanacache, de las cuales se obtenían peces para el consumo de los mendocinos.

## Historia

### Nación huarpe
Antes de la llegada de los primeros españoles a Mendoza, en la parte norte de la provincia se ubicaba la zona denominada Huanacache, caracterizada por la existencia de amplias lagunas del mismo nombre. Esta zona estaba habitada por importantes grupos de la nación huarpe que vivían de la caza, la pesca y la recolección de vegetales. Estos grupos indígenas eran nómadas o seminómadas. Sus viviendas eran tiendas construidas con ramas atadas en esteras al igual que el techo. Una característica de las viviendas de los Huarpes de la zona de Huanacache era que estas eran semisubterráneas al asentarlas en una depresión producida en el terreno y de pequeñas dimensiones. Para la caza se valían de arcos y flechas y boleadoras siendo sus presas más preciadas el guanaco, el ñandú, la liebre, armadillos y patos. También consumían pescados y aves acuáticas de las zonas lagunares. En cuanto a los alimentos vegetales se destaca especialmente el consumo del fruto del algarrobo, por lo que algunos los denominaron indios Huarpes algarroberos. También consumían semillas de chañar, brotes de hierbas acuáticas, raíces de juncos, maíz y zapallo.
En cuanto a la vestimenta usaban falda a la altura de la rodilla y el torso desnudo. En la época de frío usaban un manto de lana o de piel. En la celebración de sus fiestas usaban como ornamentos plumas de ñandú. En cuanto al cabello los hombres lo usaban a la altura del cuello y las mujeres lo usaban bien largo. Las mujeres Huarpes se pintaban de color verde la nariz y el mentón y en algunos casos toda la cara.
En cuanto a la organización social vivían en pequeños grupos bajo la jefatura política o dominio del cacique. Ocupaban un determinado espacio geográfico en donde desarrollaban su actividad socioeconómica. Los distintos grupos indígenas estaban unidos por sendas que facilita la comunicación entre ellos. El transporte se hacía solo a pie salvo en la zona de lagunas donde se utilizaban balsas construidas con totora.
Se destacaron especialmente en la cestería confeccionando canastos y cestos de diversas formas y decoración. Además trabajaban la madera, piedra, pieles, la cerámica y tejían. 

### Llegada de los españoles a la región
Los primeros conquistadores españoles se establecieron en las tierras ubicadas al margen del arroyo Tulumaya. La Doctrina de Lagunas de Huanacache quedó establecida en el año 1610 a cargo del padre Domingo Benítez, donde se levantó una capilla, constituyendo el primer asentamiento poblacional importante del departamento.
En 18 de enero de 1859 el gobernador de la provincia Juan Cornelio Moyano, a través de un decreto-ley crea el departamento de Tulumaya. En el año 1889 se decide cambiar el nombre del departamento por el de Lavalle en honor al general Juan Lavalle (1797 – 1841) que participó en la guerra de la independencia.
Es también importante destacar que su primer intendente en 1895, fue Don César Cipriano Ibanez Soler (1862 - 1917) quien poseía varias fincas y estancias y un molino harinero, que abastecía la totalidad de las provincias cuyanas. Fue además el fundador de la Colonia Nueva Italia, que surgió de su sensibilidad para atender a la gran mayoría de los inmigrantes mayormente italianos que llegaron luego de las Guerras Mundiales. Su recuerdo aún perdura en los antiguos habitantes lugareños, pues contribuyó a engrandecer la economía provincial, aunque curiosamente no hay sitio público que le recuerde, ni calle conmemorativa en este departamento.[cita requerida]

## Geografía

### Población
Según el Censo Nacional de Población, Hogares y Vivienda 2010, publicado por el INDEC, la población del Departamento de Lavalle fue de 36 738 habitantes.
Para el censo 2022 el departamento registró 47 167 habitantes; lo que representó un aumento en la cantidad de personas del 28,4% menor que el crecimiento poblacional provinciala situado en 17,5%. Estos datos le valieron al departamento tener el segundo mayor crecimiento de población de la provincia.

### Ubicación

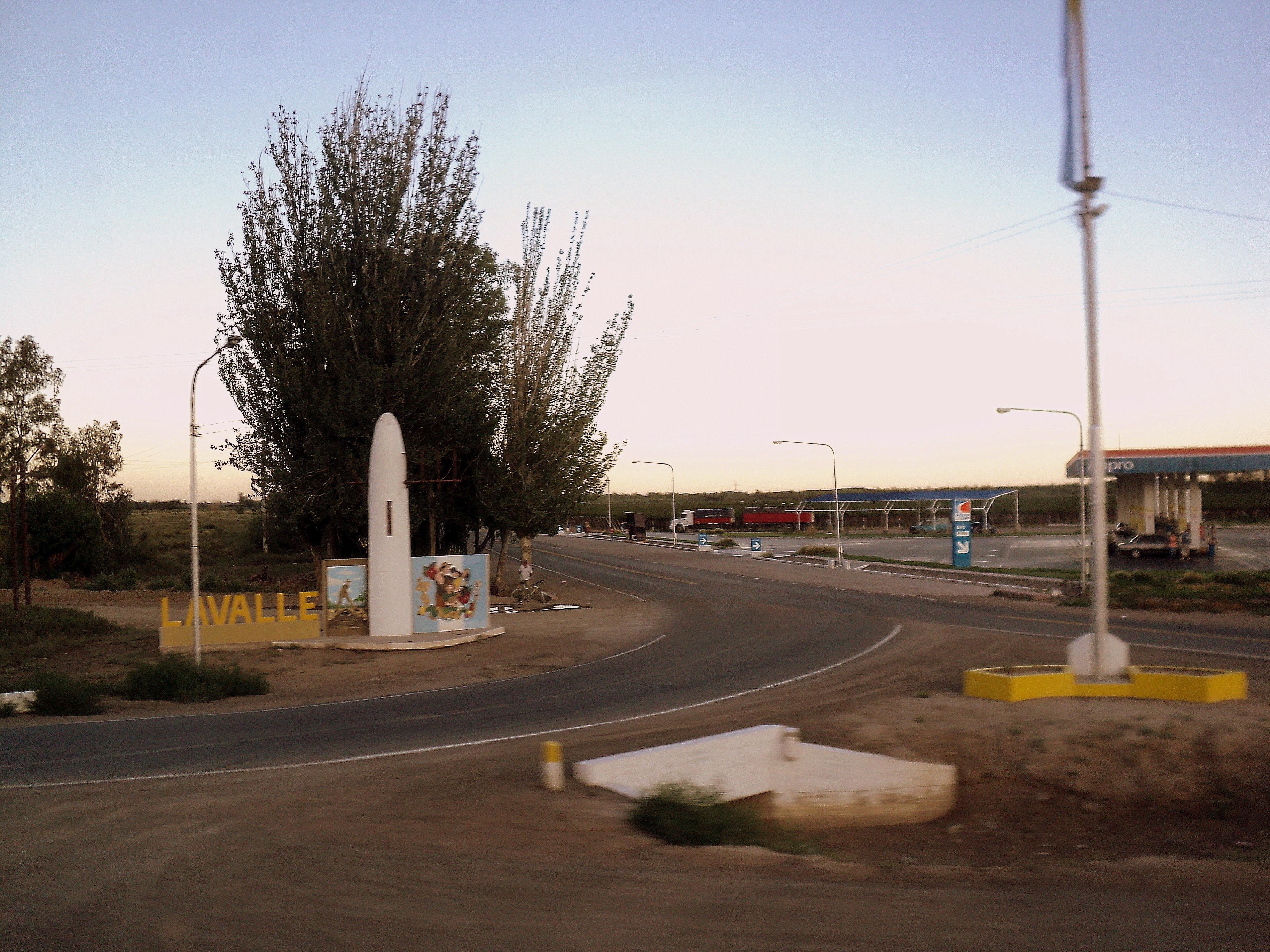
Entrada a Lavalle sobre la ruta 40

Lavalle se encuentra en el norte de la provincia de Mendoza. Sus límites son: al norte con la Provincia de San Juan, al este con la provincia de San Luis, al oeste con el departamento Las Heras y al sur con los departamentos de Santa Rosa, La Paz, San Martín, Maipú y Guaymallén. La superficie aproximada del departamento es de 10 242 km². Representando el 6,8 % de la superficie provincial.

### Relieve
El suelo de la zona beneficiada con riego artificial es fértil y rico en nutrientes que lo hacen especialmente apto para el desarrollo de la actividad agropecuaria. La zona más extensa del territorio departamental también presenta características de llanura con médanos y terrenos salinos, áridos y desérticos, con predominio de vegetación xerófila siendo apta para la explotación ganadera caprina y desarrollo de la apicultura ecológica.

### Clima
Es templado y seco. En verano las temperaturas son altas debido a la gran irradiación solar y la presencia de suelos arenosos y salinos que favorecen la absorción y las precipitaciones son escasas. En época de invierno se registran temperaturas muy bajas con fuertes heladas más frías. Con frecuencia sopla viento cálido del norte y viento zonda.

### Sismicidad
La sismicidad del área de Cuyo (centro oeste de Argentina) es frecuente y de intensidad muy alta, con un silencio sísmico de terremotos medios a graves cada 20 años.
- Sismo de 1861: aunque dicha actividad geológica catastrófica ocurre desde épocas prehistóricas, el terremoto del 20 de marzo de 1861 (164 años), con 12 000 muertes,[5] señaló un hito importante dentro de la historia de eventos sísmicos argentinos ya que fue el más fuerte registrado y documentado en el país. A partir del mismo los sucesivos gobiernos mendocinos y municipales han ido extremando cuidados y restringiendo los códigos de construcción.[4] Con el terremoto de San Juan del 15 de enero de 1944 (81 años) los gobiernos tomaron estado de la enorme gravedad crónica de sismos de la región.
- Sismo de 1920: de 6,8 de intensidad, destruyó parte de sus edificaciones y abrió numerosas grietas en la zona. Hubo 250 muertes por destrucción de casas de adobe[5][4]
- Sismo del sur de Mendoza de 1929: muy grave, y al no haber desarrollado ninguna medida preventiva, a pesar de haber transcurrido solo nueve años del anterior, mató a 30 habitantes por la caída de casas de adobe[4]
- Sismo de 1985: fue otro episodio grave,[6] de 9 s de duración, derrumbando el viejo Hospital del Carmen de Godoy Cruz.

### Flora y Fauna
- Flora del desierto lavallino: está incluido dentro de la provincia fitogeográfica del Monte. Las zonas desérticas permiten el desarrollo de especies tales como el algarrobo dulce (Prosopis flexuosa), la jarilla (Larrea divaricata) y la zampa (Atriplex lampa). El sauce criollo (Salix humboltiana) forma comunidades aisladas, al igual que el tamarindo (Damaris gallica) y el chañar (Geoffroea decorticans).

### Hidrografía
Dada la gran utilización de las aguas de los ríos Mendoza y San Juan en sus cursos medio y superior, el complejo de las lagunas del Rosario y Huanacache ha perdido la alimentación que tenía antaño. A su vez, las aguas de las lagunas eran vertidas en el río Desaguadero.
A lo largo del siglo XIX el volumen de las aguas del complejo lacustre se redujo drásticamente, así como también su importancia para la economía de la región. En la actualidad, la importancia de este aparato hidrográfico es meramente política, ya que funciona como límite administrativo entre Mendoza y San Luis.

## Economía
El desarrollo económico del departamento de Lavalle se basa en su producción agropecuaria. De acuerdo a las condiciones del clima, este departamento presenta ventajosas e inmejorables posibilidades para desarrollar proyectos agrícolas exitosos.
Entre las principales actividades de perfil agrícola, se cuentan el cultivo de la vid, plantas frutales (especialmente melones y sandías) y de hortalizas.
Además, Lavalle también realiza producción apícola, siendo uno de los principales productores de la Argentina y contando con una Exposición Apícola anual, de trascendencia internacional.

### Actividades agrícolo-ganaderas

#### Vitivinicultura
Es la actividad agrícola más importante del departamento. Un gran porcentaje de producción de uvas se destina a vinificación y otro a la elaboración de mostos, pasas y consumo en fresco.

#### Horticultura
Se cultivan en el departamento de Lavalle, aproximadamente unas 3.300 hectáreas con especies hortícolas. Las que mejor se desarrollan son: ajo, cebolla, melón, sandía y tomate.

#### Fruticultura
En los últimos años ha crecido notablemente, sobre todo las producciones de primicias. Las especies cultivadas más importantes y que mejor se adaptan son: ciruelos, peras, duraznos, membrillos, damascos.

#### Actividad forestal
El total de las tierras forestadas abarca unas 1.652 hectáreas, la principal especie, el álamo, se destina a la venta de madera, en menor medida a formar cortinas contra el viento en explotaciones agrícolas. La otra especie que le sigue en importancia es el eucalipto. En la zona desértica, se están llevando a cabo estudios, a fin de reforestar al mismo con especies autóctonas, como el algarrobo dulce.

#### Ganadería
Se puede dividir en dos zonas ganaderas bien diferenciadas:
- Bajo Riego: productora de alfalfa de muy buena calidad, se adapta perfectamente al desarrollo de todo tipo de ganado, en especial el engorde de bovino y la cría de cerdos, entre otros.
- Secano: ocupa la mayor parte de la superficie del departamento. Es propicia para la cría de bovinos y principalmente de caprinos.

#### Apicultura
Cuenta con dos zonas distintas para producir miel:
- Zona Desértica: dentro de este lugar encontramos asociaciones de ciertas especies vegetales, como el alpataco, el algarrobo, el atamisque, el chañar, etc., que convierten a las mismas, en determinadas época del año, en un muy buena productora de polen y miel, de bajo contenido de humedad.
- Zona Irrigada: donde se cultivan viñedos, frutales, hortalizas, forestales y algunos forrajes. La producción de polen en esta zona es muy interesante. La baja humedad relativa del departamento, permite obtener un producto de alta calidad.

## Turismo
El turismo rural de Lavalle invita a degustar comidas típicas y admirar bellos paisajes propios del secano. Los médanos de Los Altos Limpios y la reserva de los Bosques Teltecas, son los sitios donde se pueden disfrutar la fauna y la flora ricas del monte y de las catedrales del desierto lagunero de Huanacache, como la capilla de Nuestra Señora del Rosario, de San José o de Asunción, las que dan lugar a las más importantes fiestas religiosas y místicas de la zona. En el oasis, fincas, bodegas y agroindustrias muestran un vergel rural.
La reserva natural Telteca y el Área de Desarrollo Municipal presentan el paisaje cautivante del último bosque del desierto.
La Reserva Telteca, es un bosque de algarrobos centenarios, representativos de un ecosistema que ocupaba grandes extensiones del territorio de la provincia.
Cuando a principios de siglo otros algarrobales sucumbían al efecto de la desertificación, las raíces de estos árboles buscaban el agua a diez metros de profundidad. La reserva fue creada con el objeto de preservar la vida de algunas especies en peligro de extinción.
En verano, Lavalle mantiene su oferta con las alternativas de disfrutar paisajes con verdes característicos de la zona rural, con lugares para acampar, cabalgatas y comidas típicas.

### Sitios de interés
- Capilla del Rosario, en el desierto, una antigua construcción colonial.
- Reserva Natural Bosques Teltecas
- Altos Limpios, llamados así por tratarse de dunas de arena fina sin apenas rastros de vegetación.

## Fiestas y eventos
La agenda turística y cultural de Lavalle se constituye de la siguiente manera:
- Fiesta Departamental de la Vendimia: mediados de febrero, en el polideportivo municipal de Villa Tulumaya.
- Festival del Melón y la Sandía: segundo fin de semana de marzo, Predio Festival Costa de Araujo.
- Festival del Cosechador: tercer fin de semana de marzo, en Predio Festival Gustavo André
- Encuentro de Culturas originarias: 19 de abril.
- Apertura de temporada turística: segunda quincena de abril.
- Fiesta de San José Artesano: primer fin de semana de mayo, en San José.
- Día Internacional de los Museos: 16 de mayo, en el Museo Histórico y Natural de Villa Tulumaya.
- Fiesta de San Isidro Labrador: tercera semana de mayo, en el Algarrobo Grande.
- Posta del Desierto: cabalgata, pedestrismo y ciclismo, a fines de junio o principios de julio, en Asunción, San José y Lagunas del Rosario.
- De Vuelta a los orígenes: tercer fin de semana de julio, en Lagunas del Rosario
- Fiesta de la Asunción: tercer fin de semana de agosto, en honor a la Virgen del Tránsito, en el pueblo de Asunción.
- Encuentro de Apicultores: primer fin de semana de septiembre, en Villa Tulumaya.
- Fiesta de las Lagunas del Rosario: segundo fin de semana de octubre, en Lagunas del Rosario.
- Aniversario de la Creación del Museo Histórico y Natural de Lavalle: 18 de octubre, Villa Tulumaya.
- Semana del Departamento.
- Aniversario del Natalicio del Patrono Civil Juan Galo Lavalle: del 16 al 20 de octubre, en Villa Tulumaya.
- Clásico Patrono del Departamento: 27 de octubre, en Villa Tulumaya.
- Festividad de San Judas Tadeo: último fin de semana de octubre, en El Cavadito.